# Hein Schaffrath
Hein Schaffrath (Kerkrade, 24 februari 1926 – Heerlen, 2 april 2002) was een Duits-Nederlands voetballer die speelde voor VV Bleijerheide, Rapid '54 en Rapid JC.

## Loopbaan

### Beginjaren
Hij werd geboren in Kerkrade en kreeg de Duitse nationaliteit. Zijn vader Bartholomaüs Schaffrath was een Duitser die afkomstig was uit Kohlscheid, vlak over de grens. Die huwde in februari 1925 met de Nederlandse Maria Kockelkorn uit Kerkrade. Een jaar later werd Hein geboren die zich in 1937 op elfjarige leeftijd aanmeldde als jeugdlid bij voetbalvereniging Bleijerheide.

### Gestopt in oorlog
Hij speelde maar drie jaar in de junioren. Toen in mei 1940 in Nederland de oorlog uitbrak, stopte hij met voetballen. Hij wilde als Duitse jongen in oorlogstijd een zo onopvallend mogelijk leven leiden. Na een onderbreking van zeven jaar ging hij in 1947 weer voetballen bij Bleijerheide. Hij begon in het tweede elftal en verscheen bij de start van het seizoen 1949/50 in de hoofdmacht. Hij stond bekend als een technisch vaardige middenvelder.

### Profvoetbal
Rapid '54 was in 1954 een nieuwe club in de oostelijke mijnstreek die ging uitkomen in de ‘wilde’ profcompetitie van de NBVB. Rapid '54 moest een compleet nieuw elftal opbouwen. De 28-jarige Schaffrath was een van de zeven voetballers van Bleijerheide die een profcontract tekende.
Bij de competitiestart op zondag 12 september thuis tegen Twentse Profs stond hij met vijf andere spelers van Bleijerheide in de basis: Rainer Barwasser, Wiel Coerver, Hubert Hanneman, Huub Janssen en Gerard Rumpen. Rapid '54 won met 4-1 en Schaffrath scoorde de tweede treffer.

### Rapid JC
Na de fusie tussen de voetbalbonden KNVB en NBVB in november 1954 werd de competitie afgebroken. Rapid '54 ging samen verder met Juliana uit Spekholzerheide onder de naam Rapid JC. Het elftal werd versterkt met vier spelers van Juliana onder wie Wiel Smeets. Rapid JC speelde vanaf de start mee om de toppositie. In het seizoen 1955/56 plaatste Rapid JC zich voor de kampioenscompetitie waarin Elinkwijk, NAC en Sparta de tegenstanders waren. Rapid JC eindigde gelijk bovenaan met NAC waardoor een beslissingswedstrijd noodzakelijk was. Die werd gespeeld op 14 juli 1956 in Stadion De Vliert in 's-Hertogenbosch. Rapid JC won met 3-0 en was landskampioen.
Hij speelde beide duels met Rapid JC in de Europacup I voor landskampioenen. Daarin werd de Limburgse club in de eerste ronde uitgeschakeld door Rode Ster Belgrado. Na het 4-3 thuisverlies op 3 november 1956, ging de uitwedstrijd vijf dagen later in Belgrado met 2-0 verloren.

### Nederlander
Schaffrath werd al eens opgeroepen voor de nationale selectie. Blijkbaar was het bij de KNVB niet bekend dat hij geen Nederlander was. Hij wilde graag Nederlander worden en deed in 1955 een aanvraag voor naturalisatie. Het duurde twee jaar voordat hij de Nederlandse nationaliteit kreeg. 
Hij was toen 31 jaar en werd anderhalf jaar later nog geselecteerd voor het voorlopig Nederlands B-elftal.

### Degradatie en einde
Met de degradatie in het seizoen 1961/62 kwam een einde aan Rapid JC. Schaffrath maakte samen met Hubert Hanneman, Huub Janssen, Sjef Mommertz en Wiel Smeets de gehele periode vanaf de oprichting in 1954 tot het einde in 1962 mee. Rapid JC fuseerde met Roda Sport en zo ontstond de nieuwe club Roda JC die begon in de Eerste divisie. Schaffrath maakte de overgang niet meer mee. Hij beëindigde op 36-jarige leeftijd zijn profloopbaan en speelde nog jarenlang bij de veteranen van Roda JC. 
Schaffrath werd net als zijn vader mijnwerker. Hij was ondergronds locomotiefmachinist maar werd tijdens zijn voetbalperiode terreinbeheerder bij Rapid JC. Hij had een kruidenierszaak aan de Pannesheiderstraat in Bleijerheide en later werd hij bankwerker in een wolfabriek.
Hij overleed op 76-jarige leeftijd in 2002.

## Clubstatistieken
| Seizoen | Club         | Land      | Competitie            | Competitie | Competitie | Beker | Beker | Internationaal | Internationaal | Overig | Overig | Totaal | Totaal |
| Seizoen | Club         | Land      | Competitie            | Wed.       | Dlp.       | Wed.  | Dlp.  | Wed.           | Dlp.           | Wed.   | Dlp.   | Wed.   | Dlp.   |
| ------- | ------------ | --------- | --------------------- | ---------- | ---------- | ----- | ----- | -------------- | -------------- | ------ | ------ | ------ | ------ |
| 1949/50 | Bleijerheide | Nederland | Eerste klasse Zuid II | 18         | 3          | –     | 0     | 0              | 0              | 0      | 0      | 18     | 3      |
| 1950/51 | Bleijerheide | Nederland | Eerste klasse E       | 7          | 1          | –     | 0     | 0              | 0              | 0      | 0      | 7      | 1      |
| 1951/52 | Bleijerheide | Nederland | Eerste klasse C       | 26         | 0          | –     | 0     | 0              | 0              | 0      | 0      | 26     | 0      |
| 1952/53 | Bleijerheide | Nederland | Eerste klasse D       | 3          | 0          | –     | 0     | 0              | 0              | 0      | 0      | 3      | 0      |
| 1953/54 | Bleijerheide | Nederland | Eerste klasse C       | 20         | 2          | –     | 0     | 0              | 0              | 0      | 0      | 20     | 2      |
| 1954/55 | Rapid '54    | Nederland | NBVB (afgebroken)     | 11         | 1          | –     | –     | 0              | 0              | 0      | 0      | 11     | 1      |
| 1954/55 | Rapid JC     | Nederland | Eerste klasse C       | 25         | 2          | –     | –     | 0              | 0              | 0      | 0      | 25     | 2      |
| 1955/56 | Rapid JC     | Nederland | Hoofdklasse B         | 34         | 1          | –     | –     | 0              | 0              | 8      | 0      | 42     | 1      |
| 1956/57 | Rapid JC     | Nederland | Eredivisie            | 33         | 2          | 2     | 0     | 2              | 0              | 0      | 0      | 37     | 2      |
| 1957/58 | Rapid JC     | Nederland | Eredivisie            | 25         | 1          | 2     | 0     | 0              | 0              | 0      | 0      | 27     | 1      |
| 1958/59 | Rapid JC     | Nederland | Eredivisie            | 34         | 3          | 6     | 0     | 0              | 0              | 0      | 0      | 40     | 3      |
| 1959/60 | Rapid JC     | Nederland | Eredivisie            | 28         | 1          | –     | 0     | 0              | 0              | 0      | 0      | 28     | 1      |
| 1960/61 | Rapid JC     | Nederland | Eredivisie            | 9          | 0          | 1     | 0     | 0              | 0              | 0      | 0      | 10     | 0      |
| 1961/62 | Rapid JC     | Nederland | Eredivisie            | 20         | 0          | 0     | 0     | 0              | 0              | 0      | 0      | 20     | 0      |
| Totaal  | Totaal       | Totaal    | Totaal                | 293        | 17         | 11    | 0     | 2              | 0              | 8      | 0      | 314    | 17     |